# Kapuas

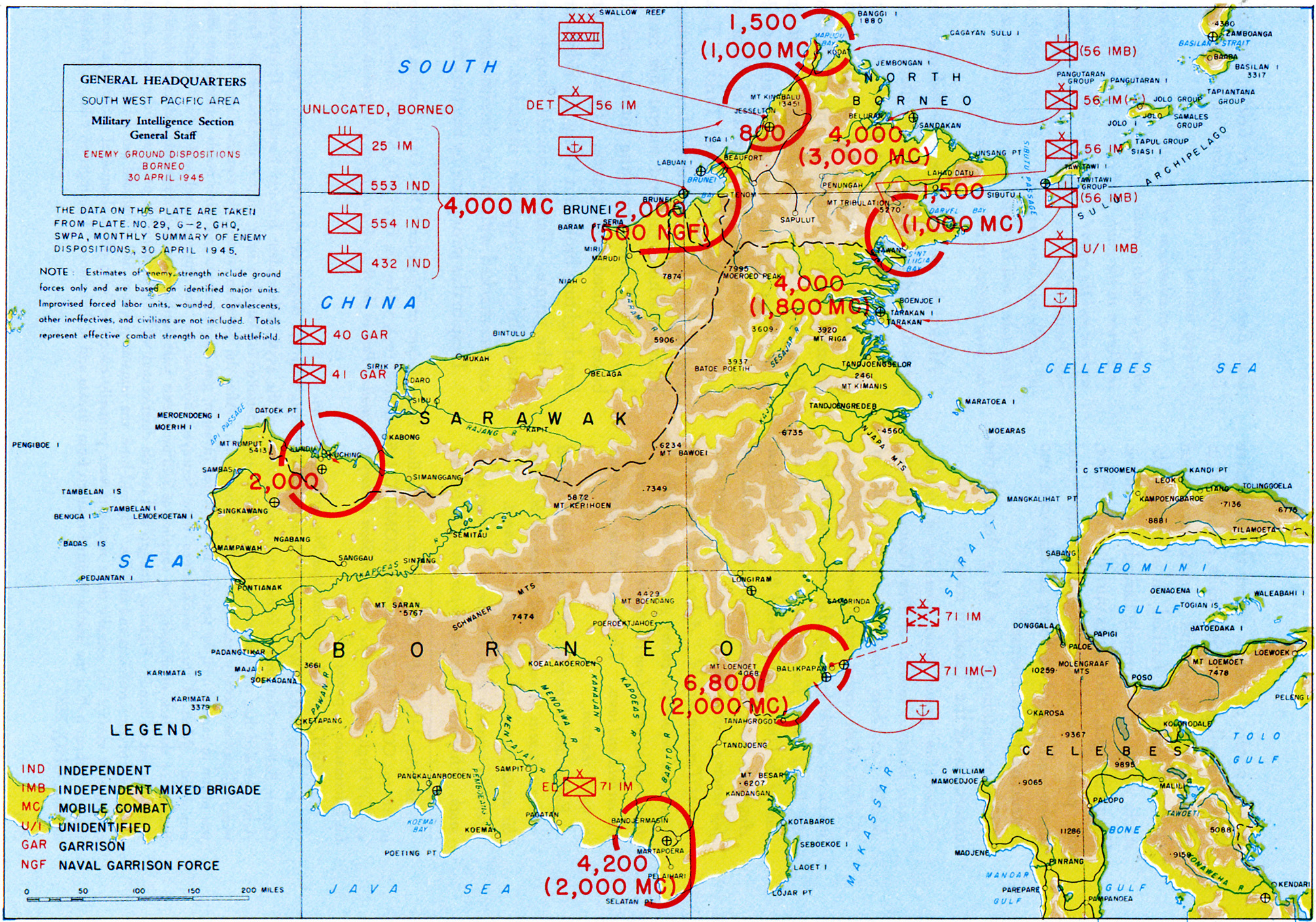
Một bản đồ năm1945 thể hiện hai sông Kapuas tại Borneo (Kapueas trên bản đồ)

Sông Kapuas (có khi viết là Kapueas) là một dòng sông của Indonesia trên đảo Borneo thuộc Indonesia. Nó có vị trí địa lý vào khoảng trung tâm của khu vực Đông Nam Á hải đảo. Sông có chiều dài 1.143 kilômét (710 mi), là sông dài nhất Indonesia và cũng là một trong những sông trên đảo dài nhất thế giới. Sông khởi nguồn từ dãy Müller ở trung tâm của hòn đảo và chảy về phía tây ra Biển Đông tạo thành một vùng đồng lầy trải rộng. Đồng bằng nằm tại tây-tây nam của Pontianak, thủ phủ của tỉnh Tây Kalimantan. Cần phân biệt Sông Kapuas với sông Kapuas, là dòng sông khởi nguồn từ sườn khác của cùng một dãy núi ở trung tâm đảo Borneo, nhưng chảy về phía nam và hợp lưu với sông Barito và đổ ra biển Java.

## Địa lý và thủy văn
Sông Kapuas có chiều dài 1.143 km (710 mi) và chiều rộng lên tới 700 m (2.300 ft) ở vùng đồng bằng; diện tích lưu vực của sông là 98.749 km², chiếm trên 67% lãnh thổ tỉnh Tây Kalimantan. lưu lượng dòng chảy thay đổi trong năm, trung bình khoảng 6.000–7.000 m³/s ở vùng đồng bằng và 2.000 m³/s tại thượng du, tại điểm ngã ba sông với Tawang. Lưu lượng sông đạt đỉnh vào mùa mưa từ tháng 4 đến tháng 11, khi đó mực nước sông có thể lên 10–12 m trong một đêm, tràn bờ và gây ngập lụt các khu vực lân cận.
Sông khởi nguồn từ gần vùng trung tâm của đảo Borneo, phía nam của biên giới Indonesia-Malaysia, tại điểm gặp nhau giữa dốc phía tây của dãy Müller chạy qua trung tâm đảo, và dốc phía nam của dãy Thượng Upper Kapuas (tiếng Indonesia: Kapuas Hulu) nằm xa hơn về phía tây. Trong khoảng 165 km, sông chảy qua địa hình đồi núi và sau đó đi xuống một vùng đồng bằng. Tại đây, độ cao của sông giảm xuống còn 50 mét (160 ft) trong 900 km (560 mi) chiều dài từ Putussibau đến đồng bằng châu thổ. Khoảng 350 km từ nguồn, gần bờ phía bắc của sông, có một hệ thống các hồ Kapuas và kết nối với sông bằng các kênh. Những hồ này là Bekuan (1.268 ha), Belida (600 ha), Genali (2.000 ha), Keleka Tangai (756 ha), Luar (5.208 ha), Pengembung (1.548 ha), Sambor (673 ha), Sekawi (672 ha), Sentarum (2.324 ha), Sependan (604 ha), Seriang (1.412) Sumbai (800 ha), Sumpa (664) và Tekenang (1.564 ha). Khi lượng mưa trong tháng vượt quá 300 mm, nước sông tràn bờ, chuyển nước của nó tới các hồ với lưu lượng có thể lên tới 1.000 m³/s, và tạo thành một khối nước duy nhất. Việc này cũng giúp phần ngăn cản lụt lội lớn tại hạ du và cũng thúc đẩy việc di cư của các loài cá từ sông vào hồ để sinh sản, song lại khiến các loài chim phải rời khỏi hồ.
Sông đổ ra Biển Đông tạo nên một vùng đồng bằng đầm lầy, trải rộng từ nội địa ra đến biển, với các lớp đọng phù sa trải rộng ra tới 50–60 km từ đất liền của đảo. Đồng bằng nằm ở tây-tây nam của Pontianak, tỉnh lị của tỉnh Tây Kalimantan nằm trên xích đạo. Đồng bằng có năm nhánh sông, trong đó nhánh ở cực bắc là rộng nhất, và dó vậy được gọi là Kapuas Lớn (tiếng Indonesia: Kapuas Besar). Chi lưu lớn nhất của sông Kapuas là sông Melawi, khởi nguồn từ phía tả gần thành phố Sintang, cách 465 km về phía cửa sông. Những chi lưu chính khác là Landak, Kubu, Punggur và Sekayam.

## Khí hậu
Khí hậu khu vực sông Kapuas ấm áp và rất ẩm ướt, với lượng mưa trung bình năm là từ 2.863 đến 5.517 mm; năm 1976 có 120 ngày mưa và năm có 1988 với 184 ngày mưa. Nhiệt độ khá ổn định mức mức nhiệt tối thiểu điển hình là 24 °C (75 °F) và mức tối đa là 32 °C (90 °F) suốt cả năm.

## Động thực vật
Tại phần thượng du và trung du, sông chảy qua những khu rừng rậm nhiệt đới, những khu rừng này phong phú về hệ động thực vật và là đối tượng của các cuộc nghiên cứu quốc tế. Việc khám phá ra những loài mới là điều thường xuyên, như loài rắn bùn Kapuas (Enhydris gyii) đã được các nhà nghiên cứu bò sát người Đức và Mỹ khám phá ra vào năm 2003–2005. Loài này được chú ý do có thể thay đổi màu da một cách tự nhiên, giống như tắc kè hoa.

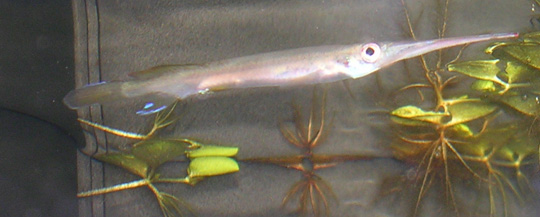
Hemirhamphodon pogonognathus cái, dài khoảng 4 cm

Có 300 loài cá đã được xác định trong dòng chảy của sông, trong số đó 234 có giá trị kinh tế cao. Chúng thuộc 120 chi và 40 họ với hai nhóm chính là cá chép và cá da trơn. Trên 30% số loài có nguồn gốc từ biển và sinh sống tại khu vực đồng bằng. Do khí hậu ấm áp và nguồn thực phẩm phong phú, hầu hết những loài cá sinh sản quanh năm và chỉ có một vài loài như cá chạch lửa (Mastacembelus erythrotaenia) có thời gian sinh sản nhất định. Số lượng cá thể của mỗi loài là thương đối thấp. Sự đa dạng lớn về loài có thể được giải thích là do thực tế cách đây 6.000 năm, sông Kapuas được kết nối với các sông tại Nam Sumatra, Java và bán đảo Mã Lai. Ngoài cá ra, sông còn rất nhiều loài cua, tôm, nhện nước và côn trùng dưới nước khác. Sự đa dạng về động thực vật đã khiến cho chuỗi thức ăn rất phức tạp, mỗi loài cá lại có nguồn thức ăn khác nhau từ hoa quả cho đến các loài cá khác. Ví dụ, Hemirhamphodon pogonognathus ăn các loài côn trùng trên cạn. Các loại quả và hạt phong phú rơi xuống sông từ cây lớn vươn ra mặt nước. Các loài cá trên sông Kapuas phận loại theo thức ăn như sau: 54% là ăn tạp; 36% là ăn thịt và ăn các loài cá khác (14%), ăn côn trùng (5%) và các loài động vật nhỏ trong rừng (17%). 10% còn lại là ăn thực vật, trong đó 4% chuyên ăn tảo.

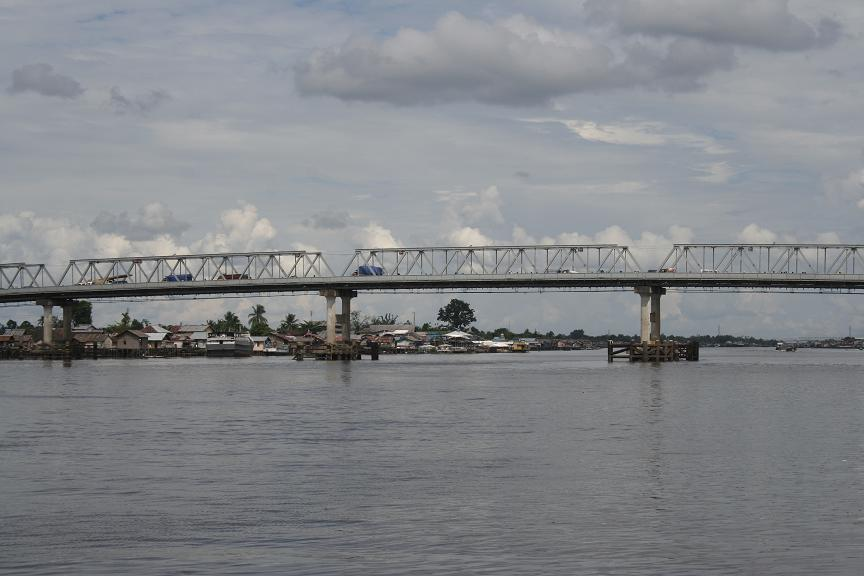
Một cây cầu ở ngoại ô Pontianak

Rái cá và cá sấu thường có mặt trên sông Kapuas, song loài ếch lại gần như vắn mặt. vượn nhanh nhẹn (Hylobates agilis), vượn Borneo Müller (Hylobates muelleri), sóc Prevost (Callosciurus prevostii) và chuột chù cây sinh sống ở các cây cối trên mặt sông.
Có hai vườn quốc gia bên bờ sông, Betung Kerihun với diện tích 8.000 km² và Danau Sentarum với diện tích 1.320 km² và bao gồm các hồ Kapuas.

## Giao thông và giá trị kinh tế
Sông Kapuas là tuyến đường thủy chính nối trung tâm của đảo với vùng ven biển phía tây. Dòng sông rộng và sâu (có thể tới 27 mét)) giúp cho việc chuyên chở hành khách và hàng hóa có thể được thực hiện suốt chiều dài sông. Những tàu thủy có độ sâu đáy thuyền tới 3 mét có thể thông hành tới Sintang, 465 km từ cửa sông, và có độ sâu đáy thuyền trên 2 mét có thể tới thành phố Putussibau (902 km từ cửa sông). Việc đốn gỗ và kết bè gỗ trôi sông cũng thường thấy. Nghề đánh cá cũng phổ biến, đặc biệt là tại các hồ Kapuas và gần đồng bằng châu thổ.